# Gunter Müller
Gunter Müller (geb. 25. November 1939 in Wien; gest. 18. April 2020 in Dülmen) war ein österreichisch-deutscher Germanist, Namenforscher und Mediävist.
Müller studierte in Wien und Münster (Wintersemester 1964/65, 1965/66 bei William Foerste) ältere Germanistik und Sprachwissenschaft bei Otto Höfler. Höfler betreute seine Dissertation 1966 die durch Foerste in den Niederdeutsche Studien bearbeitet 1970 veröffentlicht wurde als Studien zu den theriophoren Personennamen der Germanen.
Müller blieb in Münster und wurde Assistent von Foerste. 1969 übernahm Müller die Leitung des Westfälischen Flurnamenarchivs bei der Kommission für Mundart- und Namenforschung Westfalens des Landschaftsverband Westfalen-Lippe, wo er 2004 in den Ruhestand ging. Müller war ordentliches Mitglied der Kommission für Mundart- und Namenforschung Westfalens und deren Geschäftsführer er in der Zeit von 1972 bis 1990 war.
Müller forschte und publizierte zahlreich zu den Themen der westfälisch-niederdeutschen Namenkunde und Sprache, zur frühmittelalterlichen und altgermanischen Namenkunde, zur Germanischen Altertumskunde, zu Aspekten der Runologie. Müllers bedeutende Arbeit war die Erstellung des Westfälischen Flurnamenatlas. Des Weiteren fungierte er als langjähriger Redakteur und Betreuer der vom LWL herausgegebenen Fachzeitschriften Niederdeutsches Wort und der Niederdeutschen Studien.